# Barnas

Barnas este o comună în departamentul Ardèche din sud-estul Franței. În 1 ianuarie 2022 avea o populație de 207 de locuitori.

## Geografie

### Așezare
Municipalitatea Barnas se află pe drumul național 102, la 25 km vest de Aubenas, în valea superioară a Ardeche. În oraș se află piatra lui Abraham, în cel mai înalt punct al orașului, în comun cu Mayres, La Souche și Mont Gros.

## Locuri și monumente
- Turnul Chapdenac.
- Biserica secolului al XIX-lea.